# Maximilian Joseph von Chelius

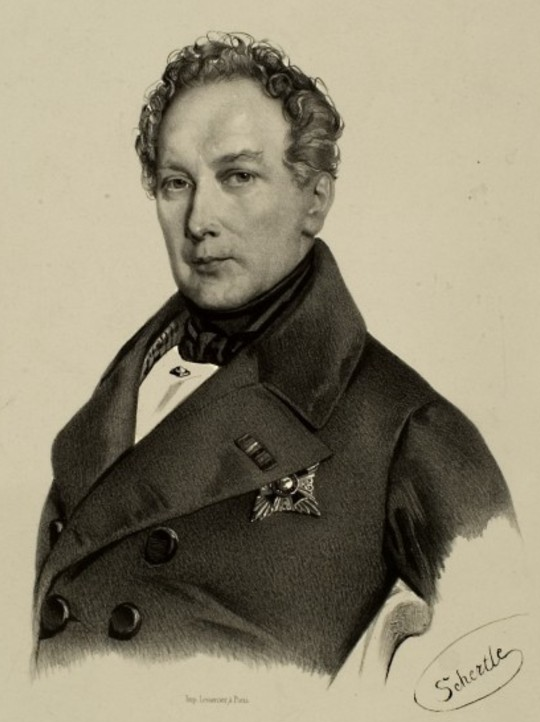
Maximilian Joseph von Chelius (Lithografie von Valentin Schertle)

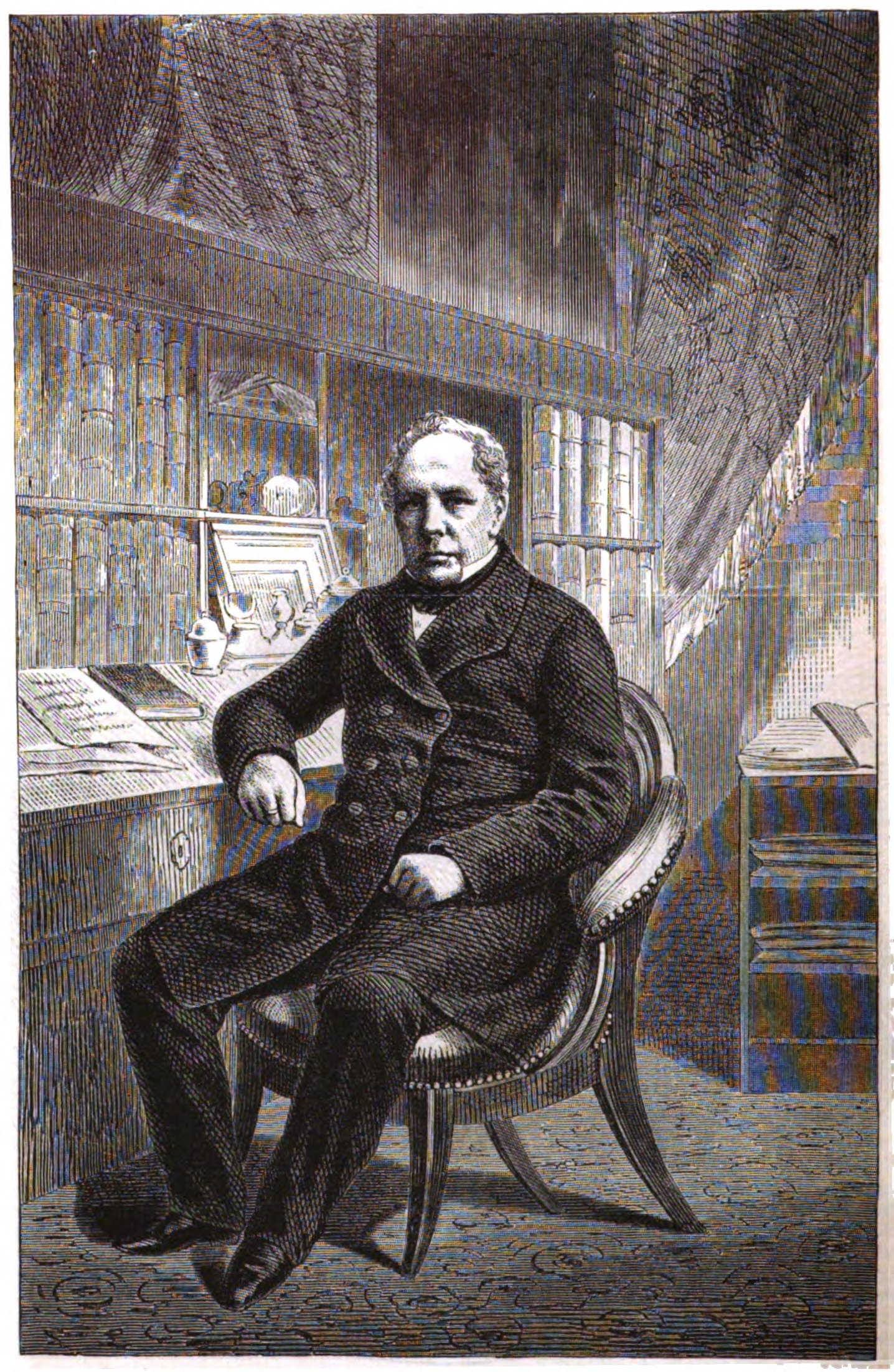
Maximilian Joseph von Chelius in seinem Arbeitszimmer, 1864

Maximilian Joseph Chelius, ab 1866 von Chelius, (* 16. Januar 1794 in Mannheim; † 17. August 1876 in Heidelberg) war ein deutscher Augenarzt und Chirurg.

## Familie
Maximilian Joseph von Chelius war der Sohn des Chirurgen und Geburtshelfers Christoph Ernst Chelius (* 26. Februar 1754 in Groß-Gerau) und der Johanna Anna Ottilie Böhm (1764–1825). Maximilian heiratete am 22. April 1819 in Karlsruhe Anna Maria Waldburga von Sensburg. Sie war die Tochter des badischen Staatsrats Ernst Philipp von Sensburg (1752–1831) und der Maria Magdalena Thecla Schmitz. Aus dieser Ehe gingen drei Söhne und eine Tochter hervor: Philipp von Chelius (1820–1911), Jurist und badischer Kammerherr, dessen Sohn wiederum war der preußische Offizier Oskar von Chelius (1859–1923), Franz von Chelius (1821–1899), der wie sein Vater Chirurg in Heidelberg wurde, die Tochter Thekla Anna Rosa Luise (* 26. März 1826; † 30. März 1897), die den kaiserlichen Generalmajor Moritz von Frankenberg und Ludwigsdorf (1820–1890) heiratete, sowie Max von Chelius (1827–1892), badischer Offizier und Beamter.

## Leben
Maximilian Chelius begann sein Medizinstudium 1808 mit 15 Jahren an der Ruprecht-Karls-Universität Heidelberg, wo er 1812 mit 18 Jahren promoviert wurde. Als Student wurde er Mitglied des Corps Suevia Heidelberg (II). Er ging zunächst an das Zivil- und Militärhospital in München, dann nach Landshut, wo er Schüler des Chirurgen Philipp Franz von Walther wurde. 1813 wurde er Hospitalarzt in Ingolstadt. Im selben Jahr brach unter den französischen Kriegsgefangenen in Ingolstadt eine Typhusepidemie aus. Chelius meldete sich freiwillig zur Betreuung der Patienten und erkrankte selbst an Typhus. 1814/15 war er als badischer Regimentsarzt tätig. Er unternahm von 1815 bis 1817 Studienreisen nach Wien, Göttingen, Berlin, Halle, Leipzig, Würzburg, Jena und Paris. 1817 wurde er außerordentlicher, 1818 ordentlicher Professor für allgemeine und ophthalmologische Chirurgie an der Universität Heidelberg. Unter seiner Leitung erhielt die chirurgische Universitätsklinik Heidelberg überregionale Bedeutung. Einer seiner bekanntesten Patienten war Frédéric Chopin, der eine Fingervereiterung in Heidelberg behandeln ließ. Chelius hat maßgeblich zum Aufbau der Medizinischen Fakultät der Universität Heidelberg beigetragen. Vincenz Czerny betonte bei der Eröffnung des neuen Operationssaales im Jahr 1894, also hundert Jahre nach der Geburt von Chelius, dass die Universität Heidelberg es in erster Linie Chelius verdanke, dass aus der „verachteten medicinischen Schule“ in Heidelberg eine moderne Medizinschule nach dem Vorbild der Schule von Salerno wurde. Einige Jahre nach den ersten Narkoseversuchen in Deutschland narkotisierte Chelius auch in Heidelberg die ersten Patienten und benutzte dabei, ähnlich wie fast alle europäische Chirurgen zur damaligen Zeit, Chloroform. Unter Vincenz Czerny experimentierten die Heidelberger Ärzte ab 1877 auch mit anderen Narkosemitteln.
1834 und 1846 war Chelius Prorektor der Universität Heidelberg. Er war zehnmal Mitglied des Engeren Senats, achtmal Dekan der Medizinischen Fakultät. 1864 bat Chelius nach 46-jähriger Amtszeit als Lehrstuhlinhaber um Versetzung in den Ruhestand. 1866 wurde Chelius in den erblichen badischen Adelsstand erhoben (Freiherr).
1876 starb er und wurde auf dem Heidelberger Bergfriedhof beigesetzt. Das vom Bildhauer Heinrich Greiff geschaffene Grabmal ist aus weißem Marmor und besteht aus einem lateinischen Kreuz mit gotisierender Randkontur. Auf reliefgeschmückten, beschrifteten Doppeltafeln im Bogenfeld sind Familienwappen und in der Mittelachse ein Äskulapstab eingearbeitet. Das Grabmal wurde vermutlich für die 10 Jahre früher verstorbene Gattin Anna errichtet. In ihrem Familienwappen befindet sich ein Schriftband mit dem Spruch „Wenn du dir sicher bist, handle entschlossen“. Das Familienwappen Chelius' trägt drei Rosen und im Schriftband die Devise „Wenn du Zweifel hast, gehe vorsichtig vor“.
Sein Wohnhaus, das Palais Morass, spätestens 1831 erworben und bis zu seinem Tode von ihm bewohnt, wurde 1906 Sitz des Kurpfälzischen Museums der Stadt Heidelberg. Chelius besaß zudem einen Landsitz im nahe gelegenen Zuzenhausen.

## Ehrungen
- 1820 badischer Hofrat
- 1826 badischer Geheimer Hofrat
- 1841 Geheimer Rat II. Klasse

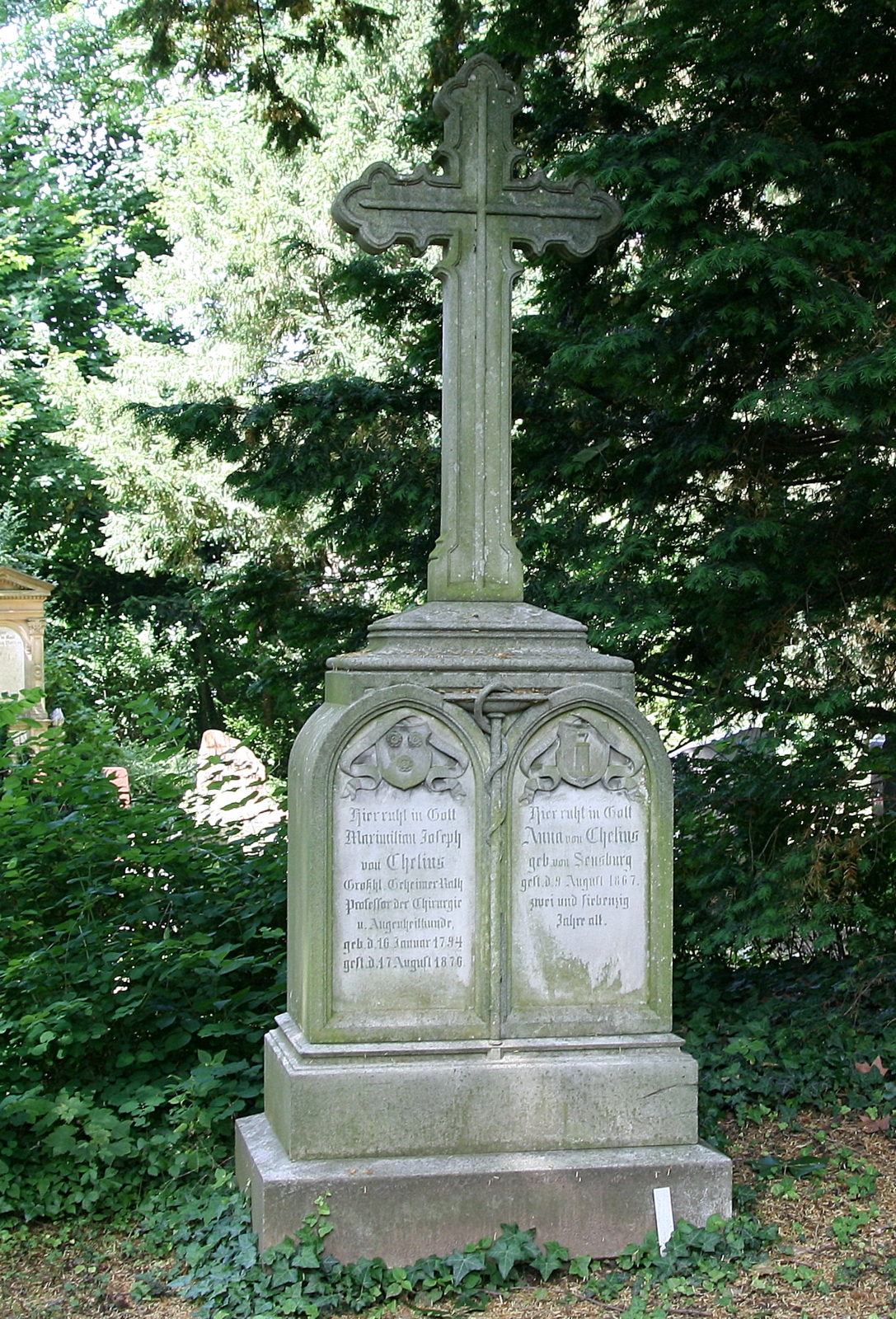
Ehrengrab von Maximilian Joseph von Chelius auf dem Bergfriedhof (Heidelberg) in der Abteilung H neu

- 1841 Kommandeurkreuz des badischen Ordens vom Zähringer Löwen
- 1841 Ehrenbürger der Stadt Heidelberg
- 1858 Mitglied der Deutschen Akademie der Naturforscher Leopoldina[9]
- 1862 Ehrenbürger der Stadt Mannheim
- 1862 Kommandeurkreuz der Ehrenlegion
- 1871 Großkreuz des Ordens vom Zähringer Löwen

## Schriften (Auswahl)
- Ueber die durchsichtige Hornhaut des Auges, ihre Function und ihre krankhaften Veränderungen. Müller, Karlsruhe 1818 (Digitalisat).
- Handbuch der Chirurgie: zum Gebrauche bei seinen Vorlesungen, 2 Bände. Sommer, Prag 1822.
- Handbuch der Augenheilkunde: zum Gebrauche bei seinen Vorlesungen. Groos, Heidelberg 1823 (Digitalisat).